# The Rockford Files
The Rockford Files, conhecido no Brasil como Arquivo Confidencial, é uma série de TV norte-americana da década de 1970 estrelada por James Garner.
No Brasil, a série era apresentada nos anos 70, nas noites de sexta-feira, 22h00 pela Rede Bandeirantes, com o nome de Arquivo Confidencial. Neste horário, a Rede Bandeirantes tinha outras séries, que iam ao ar de segunda a quinta feira, como Cannon e Starsky & Hutch - Justiça em Dobro, por exemplo. Em 1978. Tema musical de abertura por Mike Post.